# مارتن بي. جولد
مارتن بي. جولد (بالإنجليزية: Martin B. Gold)‏ هو محامي أمريكي، ولد في 1947 في نيويورك في الولايات المتحدة.